# João Gilberto (álbum de 1961)
João Gilberto, é um álbum homônimo lançado em 1961 pelo renomado músico brasileiro João Gilberto, marca um ponto de virada na história da música brasileira e é amplamente considerado um dos discos mais influentes e inovadores da Bossa nova.
Foi o último álbum de Gilberto na Odeon, tinha novas canções de Jobim (“Insensatez”, “O amor em paz”, “Este seu olhar”), Carlos Lyra (“Coisa mais linda”), Menescal & Bõscoli (“O barquinho”).

## História e Contexto
O álbum surgiu em um momento crucial da música brasileira, quando a bossa nova estava começando a ganhar reconhecimento tanto no Brasil quanto internacionalmente. João Gilberto, conhecido por sua abordagem única e minimalista ao violão e sua voz suave e melódica, desempenhou um papel fundamental na criação e popularização do gênero.
Produzido por Walter Wanderley Jr., João Gilberto foi lançado pela gravadora Odeon em 1961 e rapidamente se destacou pela simplicidade sofisticada de suas músicas. O álbum apresenta uma seleção de faixas icônicas, muitas delas escritas por compositores notáveis da bossa nova, como Antônio Carlos Jobim e Vinícius de Moraes.

## Faixas
|    | Canção                    | Autor(es)                          |
| -- | ------------------------- | ---------------------------------- |
| 1  | Samba da minha terra      | Dorival Caymmi                     |
| 2  | O barquinho               | Roberto Menescal e Ronaldo Bôscoli |
| 3  | Bolinha de papel          | Geraldo Pereira                    |
| 4  | Saudade da Bahia          | Dorival Caymmi                     |
| 5  | A primeira vez            | Geraldo Pereira                    |
| 6  | O amor em paz             | Tom Jobim                          |
| 7  | Você e eu                 | Carlos Lyra e Vinícius de Moraes   |
| 8  | Trenzinho (Trem de ferro) | Lauro Maia                         |
| 9  | Coisa mais linda          | Carlos Lyra e Vinícius de Moraes   |
| 10 | Presente de natal         | Carlos Lyra                        |
| 11 | Insensatez                | Tom Jobim e Vinícius de Moraes     |
| 12 | Este seu olhar            | Tom Jobim                          |

## Legado
João Gilberto não apenas definiu o padrão para a bossa nova, mas também abriu caminho para uma nova abordagem à música popular brasileira. A influência do álbum pode ser ouvida em uma ampla variedade de gêneros, desde a MPB até o jazz e a música internacional.